# Куюки (Пестречинский район)
Куюки (тат. Көек) — деревня в Пестречинском районе Татарстана Российской Федерации. Входит в Богородское сельское поселение. С начала 2010-х активно застраивается как пригород Казани.

## География
Деревня расположена в 20 км к западу от Пестрецов и в 17 км к юго-востоку от центра Казани, примыкает к административной границе города. Через деревню протекает река Куюковка (левый приток Ноксы).

## История
С середины XIX века до 1930 года деревня входила в Столбищенскую волость Казанского уезда Казанской губернии (с 1920 года — Арского кантона Татарской АССР). После введения районного деления в Татарской АССР в составе Казанского пригородного (1927—1938), Столбищенского (1938—1959), Лаишевского (1959), Пестречинского (1959—1963), Пестречинского укрупнённого (1963—1965) и вновь Пестречинского (с 1965) районов Татарской АССР (Республики Татарстан). На низшем административном уровне Куюки входили в Куюковский (1918—1959), Богородский (1959—1993), Салмачинский (1993—2001) и вновь Богородский (с 2001) сельсоветы.

## Население
| 2002  | 2010    | 2013 | 2014 | 2015 | 2016  | 2017  | 2018  | 2019  |
| ----- | ------- | ---- | ---- | ---- | ----- | ----- | ----- | ----- |
| 168   | ↗368    | ↗404 | ↗469 | ↗938 | ↗1710 | ↗1963 | ↗2822 | ↗4376 |
| 2020  | 2021    |      |      |      |       |       |       |       |
| ↗6822 | ↗15 977 |      |      |      |       |       |       |       |

## Инфраструктура
В населённом пункте имеются общеобразовательный технологический лицей на 1224 учащихся (сдан в 2021 году), детский сад (ведётся строительство ещё двух детсадов), две мечети, храм святителя Николая нач. XX в. (полуразрушен).

## Транспорт
По состоянию на 2021 год имеется единственная автодорога к деревне, начинающаяся от казанской улицы Кул Гали и проходящая через коттеджный посёлок Салмачи. Действует автобусное сообщение с Казанью.(Автобус №90)
Завершено строительство автодороги Куюки — Богородское (выход на М7 «Волга»).